# Васильково (Феневское сельское поселение)
Васи́льково — деревня в Кесовогорском районе Тверской области. Входит в состав Феневского сельского поселения (до 2006 года входила в состав Федцовского сельского округа).
Находится в 22 км к востоку от посёлка Кесова Гора на реке Корожечна.

## Население
По данным переписи 2002 года население — 31 житель, 14 мужчин, 17 женщин.

## История
До 1922 года село Васильково входило в Мышкинский уезд Ярославской губернии и было центром Васильковской волости.
Церковь села Васильково, воздвигнута в 1781 году, приход находился в подчинении Ростовско-Ярославской епархии. Прихожан в селениях Васильково, Банево, Алексино, Бленищево, Чулково, Устье, Захаровка, Рахмуловка, Плосково, Федцово, Латыгино, Маурино, Плющево, Подосиновка, Заречье, Петровка — 144 двора (614 мужчин, 731 женщина, на 1860 год).

## Население
| 1859 | 2002 | 2010 |
| ---- | ---- | ---- |
| 258  | ↘31  | ↘21  |

В 1997 году в деревне Васильково 25 хозяйств, 45 жителей. Входила в совхоз «Восток».

## Достопримечательности
Действует церковь Положения честной ризы Пресвятой Богородицы во Влахерне, относится к Бежецкому благочинию Бежецкой епархии.